# 地域政策学部
地域政策学部（ちいきせいさくがくぶ）とは、地域政策学の研究・教授を目的とする大学の学部である。
過疎化・地方分権・市町村合併などの諸問題に対応すべく、地方自治体における政策立案だけでなく、企業や非営利組織における政策立案の専門家を養成するため、幅広い分野（法学・政治学・経済学・経営学・社会学・生物学・教育学・哲学・文学・心理学・地理学・民俗学・人類学など）について学ぶよう趣向が凝らされているのが特徴である。
それまで、関係する各分野の研究はすでに多くの大学においてなされていた。しかし、ひとつの体系を持った学部として誕生するのは、1996年の高崎経済大学に設立されたのが初めてである。近年では地方にあっては大学とその地域との結びつきをねらいとし、学部・学科の新設が相次いでいる。また、都市部においても都市問題等の解決の研究などを目的とし、類する学部・学科が新設もしくは新設が検討されている。

## 地域政策学部を持つ大学
- 高崎経済大学、地域政策学部（地域政策学科／地域づくり学科／観光政策学科）
- 愛知大学、地域政策学部（まちづくり・文化コース／経済産業コース／公共政策コース／健康・スポーツコース／食農環境コース）
- 島根県立大学、地域政策学部（地域政策学科　地域経済経営コース／地域公共コース／地域づくりコース）

## 地域政策学に関する学部を持つ大学

### 国立大学
- 香川大学大学院、地域マネジメント研究科
- 弘前大学、人文社会科学部、社会経営課程、地域行動コース
- 岩手大学、人文社会科学部、地域政策課程専修プログラム
- 秋田大学、教育文化学部、地域文化学科
- 宇都宮大学、地域デザイン学部、コミュニティデザイン学科
- 山梨大学、生命環境学部
- 徳島大学、総合科学部、地域デザインコース(旧:地域創生コース)
- 高知大学、地域協働学部
- 宮崎大学、地域資源創成学部

### 公立大学
- 青森公立大学、経営経済学部、地域みらい学科
- 高崎経済大学、地域政策学部
- 東京都立大学、都市環境学部、都市政策科学科
- 奈良県立大学、地域創造学部
- 島根県立大学、人間文化学部、地域文化学科
- 県立広島大学、地域創生学部
- 高知県立大学、文化学部、地域文化創造系
- 北九州市立大学、地域創生学群

### 私立大学
- 淑徳大学、コミュニティ政策学部
- 愛知学泉大学、コミュニティ政策学部

## 地域政策学に関する大学院専攻・学科を持つ大学

### 国立大学
- 政策研究大学院大学、政策研究科政策専攻、修士課程地域政策プログラム地域政策コース
- 北海道教育大学 函館校、教育学部、国際地域学科、地域協働専攻 地域政策グループ
- 山形大学、人文社会科学部、人文社会科学科 社会科学系 地域公共政策コース
- 福島大学、行政政策学類、地域と行政専攻
- 茨城大学、人文社会科学部、国際・地域共創メジャー
- 茨城大学大学院、人文科学研究科、地域政策専攻
- 新潟大学、経済学部、経営学科、公共政策講座[1]
- 金沢大学、地域創造学類、地域プランニングコース
- 岐阜大学、地域科学部、地域政策学科
- 鳥取大学、地域学部、地域政策学科
- 香川大学、経済学部、地域社会システム学科
- 熊本大学、文学部、地域科学科
- 大分大学、経済学部、地域システム学科 地域行政論講座
- 鹿児島大学、人文社会科学研究科、地域政策科学専攻

### 公立大学
- 宮城大学、事業構想学群、地域創生学類
- 高崎経済大学、地域政策研究科
- 横浜市立大学、国際教養学部 国際教養学科 都市学系（旧国際総合科学部 国際都市学系 地域政策コース）
- 長野大学、環境ツーリズム学部、地域づくり分野
- 福知山公立大学、地域経営学部、地域経営学科、公共経営系
- 長崎県立大学、地域創造学部、公共政策学科

### 私立大学
- 札幌国際大学、観光学部、観光経済学科 観光政策コース、大学院地域社会研究科
- 東北学院大学、地域総合学部、政策デザイン学科（旧教養学部、地域構想学科）
- 常磐大学、コミュニティ振興学部、地域政策学科
- 千葉商科大学、政策情報学部、政策情報学科 地域政策コース
- 明治大学、政治経済学部、地域行政学科
- 目白大学、人間社会学部、地域社会学科
- 浜松学院大学 現代コミュニケーション学部 地域共創学科 地域政策専攻（政策コース、経営コース）
- 愛知大学、地域政策学部、地域政策学科
- 京都産業大学、現代社会学部、現代社会学科 地域社会学コース
- 大谷大学、文学部、社会学科 地域政策学コース
- 大阪経済大学、経済学部、地域政策学科
- 大阪商業大学、公共学部、公共学科（旧総合経営学部 公共経営学科）地域と社会参加コース／副専攻地域探究領域／大学院地域政策学研究科
- 近畿大学、経済学部、総合経済政策学科、地域経済政策分野
- 追手門学院大学、地域創造学部、地域創造学科 地域政策コース
- 比治山大学、現代文化学部、地域文化政策学科
- 広島女学院大学、国際教養学部、国際教養学科、アジア・アフリカ研究メジャー、公共政策メジャー、都市文化メジャー、環境学メジャー、ビジネスデザインメジャー（改組により、2018年4月より人間生活学部、生活デザイン学科、地域デザイン領域）
- 鎮西学院大学、現代社会学部、経済政策学科 地域政策コース
- 沖縄国際大学、法学部、地域行政学科／経済学部、地域環境政策学科

## 関連記事
- 総合政策学部
- 政策学部
- 地域学部
- 地域創生学部
- 政策情報学部
- 国際学部